# Sin Chew Daily

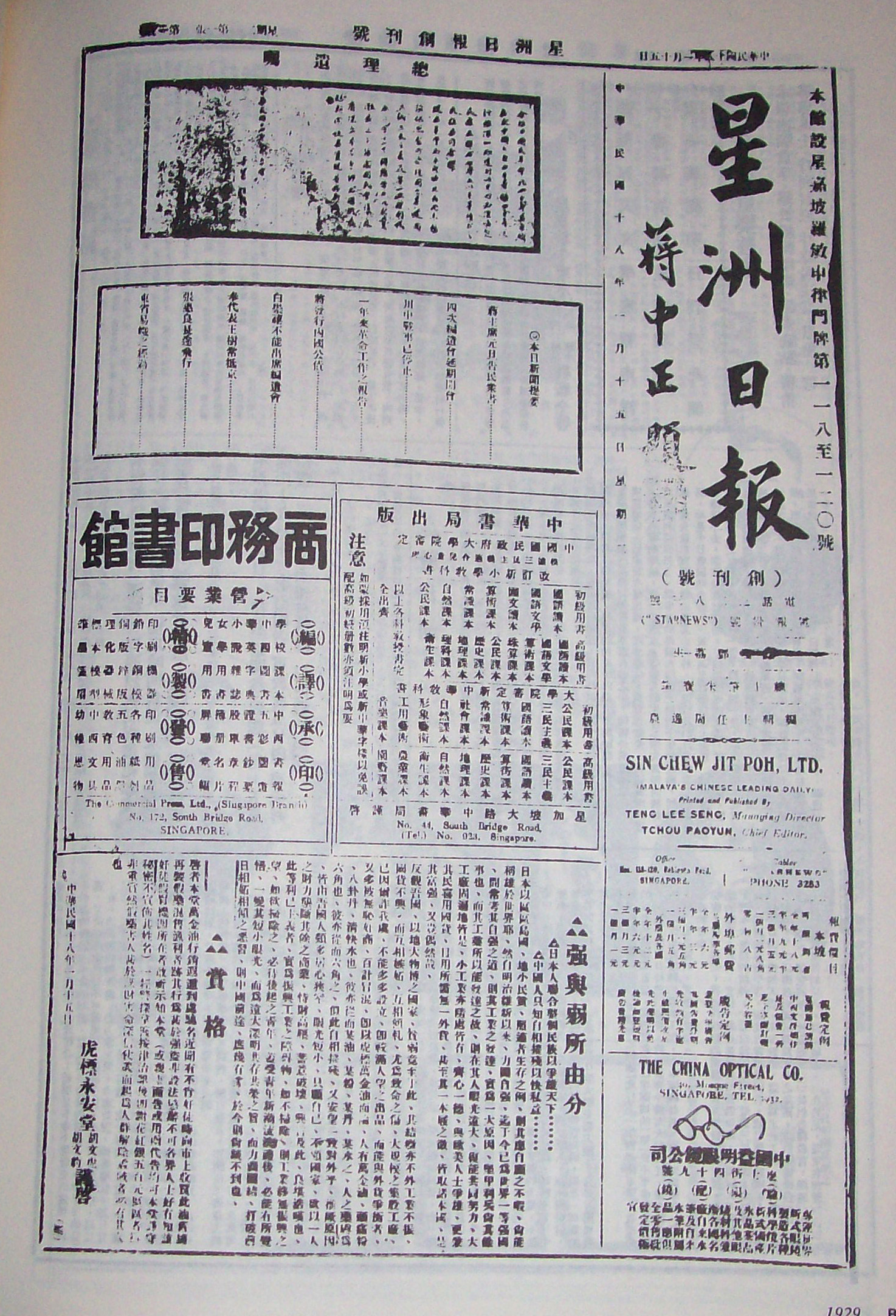
Erstausgabe von 1929 aus Singapur

Sin Chew Daily (chinesisch 星洲日報, Pinyin Xīngzhōu Rìbào, früher: Sin Chew Jit Poh) ist eine führende chinesischsprachige Zeitung in Malaysia. Nach dem Bericht des Audit Bureau of Circulation für die Zeit bis Ende Dezember 2011 hatte Sin Chew Daily eine durchschnittliche tägliche Verbreitung von fast 500.000 Exemplaren und war damit die am meisten verkaufte chinesischsprachige Zeitung außerhalb des chinesischen Kulturkreises. Nur an Sonntagen übertrifft die Auflage der malayischsprachigen Zeitungen die Auflage der Sin Chew Daily.
Sin Chew Daily ist Mitglied des Asia News Network. Sie wird in Malaysia und den benachbarten Ländern wie Süd-Thailand, Brunei und Indonesien vertrieben, außerdem gibt es Ausgaben unter abweichenden Impressa in Indonesien und Kambodscha Sin Chew Daily hat 53 Nachrichten-Büros und sechs Druckstätten auf der Malaiischen Halbinsel und in Ost-Malaysia.
Sin Chew Daily gehört zur Sin Chew Media Corporation Berhad einem Zweig der Media Chinese International Limited.

## Geschichte
Sin Chew Daily wurde am 15. Januar 1929 von Aw Boon Par (胡文豹) und Aw Boon Haw (胡文虎), den Gründern der Tiger-Balm-Firma (虎標萬金油, jīnyóu) in Singapur gegründet. Es war Teil der Star Almagated Newspaper-Gruppe, welche die beiden Philanthropen aufbauten. Die Veröffentlichung der Zeitung wurde zwischen 1942 und 1945, während der Japanischen Besetzung von Malaya ausgesetzt.
Ein Büro in Kuala Lumpur wurde 1950 eingerichtet, aber selbst nach der Trennung von Singapur von Malaysia 1965, blieb das Hauptquartier der Sin Chew Daily in Singapur unter der Leitung von Nachkommen der Aw-Brüder. Um den Druckprozess zu verbessern, baute Sin Chew Daily 1966 eine neue Fabrik am Standort des heutigen Firmensitzes in Petaling Jaya. Zusammen mit der Einrichtung der Fabrik wurden weitere Abteilungen geschaffen: News Desk, Editorial, Production und Circulation. Bald darauf wurde die Firma in Petaling Jaya unabhängig von der Muttergesellschaft in Singapur.
Nachdem die Regierung 1982 Anweisungen herausgegeben hatte, die es Ausländern verboten, Presseunternehmen zu kontrollieren, übergab die Familie Aw ihre Eigentümerrechte an der Sin Chew Daily an Lim Kheng Kim.
1987 geriet Sin Chew Daily in tiefe finanzielle Schwierigkeiten und es wurde ein Konkursverwalter eingesetzt. Am 27. Oktober 1987 wurde die Publikations-Lizenz der Sin Chew Daily im Zuge der Operasi Lalang („Operation Unkrautjäten“) entzogen. Die Operation lalang war einer der drastischsten Versuche der Regierung, Opposition in der Bevölkerung zu bekämpfen. Tiong Hiew King, ein Unternehmer aus Sarawak, erwarb Sin Chew Daily 1988. Nach fünf Monaten und 11 Tagen nahm Sin Chew Daily die Veröffentlichung am 8. April 1988 wieder auf.
Anfang der 1990er entwickelte sich Sin Chew Daily zur meistverkauften chinesischen Zeitung und ließ die Nanyang Siang Pau, die führende chinesische Zeitung zu diesem Zeitpunkt, hinter sich.
Steven Gans unabhängiges Nachrichtenportal Malaysiakini begann am 20. November 1997 mit einer Story, in der die Praxis bei Sin Chew Jit Poh kritisiert wurde. Die Zeitung hatte damals eine Fotografie von Malaysias regierender Partei manipuliert, um Anwar Ibrahim zu entfernen, der vor kurzem wegen Korruption verurteilt worden war. Die BBC News berichteten, dass der Report von Malaysiakini zu „weltweiter Schande“ („worldwide infamy“) für Sin Chew Jit Poh führte und die Zeitung veröffentlichte später eine öffentliche Entschuldigung.

### Zusammenschluss der Verlage
Am 29. Januar 2007 wurde der Zusammenschluss von Sin Chew Media Corporation, Hong Kong Ming Pao Enterprise Corporation und Nanyang Press Holdings angekündigt.
Am 30. April 2008 wurde die neugeformte Gruppe Media Chinese International Limited (MCIL) in einem nie dagewesenen Vorgang sowohl bei Bursa Malaysia als auch am Hong Kong Stock Exchange gelistet.
Nach dem Zusammenschluss ist MCIL die größte chinesische Zeitungs-Gruppe außerhalb Mainland-China, Taiwan und Hong Kong.
Am 27. Juni 2009 wurde MCIL der National Mergers and Acquisitions Award 2009 für den Innovativsten Handel des Jahres (Most Innovative Deal of the Year) verliehen.

## Kontroversen
Am 4. Dezember 2009 entschuldigte sich Sin Chew Daily für ein falsches Zitat des Präsidenten der Federation of Hainan Association Malaysia Foo Sae Heng.
Am 14. Mai 2018 bot Sin Chew Daily eine Entschuldigung gegenüber dem Vertreter der Parti Keadilan Rakyat (PKR) Rafizi Ramli für einen Bericht, in dem behauptet worden war, er spekuliere auf den Posten des Finanzministers. Sin Chew Daily veröffentlichte eine Erklärung auf ihrer Website, in der sie einen Fehler einräumte in dem Bericht vom 13. Mai, in dem die Behauptung aufgestellt worden war, Rafizi hätte dem Präsidenten Wan Azizah Wan Ismail „empfohlen“ ein Treffen zur Verteilung von Kabinettsposten mit dem Oppositionsbündnis Pakatan Harapan (PH) ausfallen zu lassen, nachdem er angeblich als Kandidat für das Finanzportfolio übergangen worden sei.

## Hua Zong Literature Award
Um bei der chinesischen Community in Südasien die Liebe für die eigene Kultur und Sprache zu fördern, hat Sin Chew Daily eine Reihe von kulturellen Veranstaltungen initiiert, wovon der Hua Zong Literature Award (花縱文學獎, Huāzòng wénxué jiǎng) wahrscheinlich die bedeutendste ist. Der Preis wurde 1991 erstmals ausgelobt.
Der Literaturpreis wurde zunächst als Sin Chew Daily Literature Awards angekündigt. Der bekannte Künstler Tan Swie Hian aus Singapur schuf die Bronzeskulptur „Hua Zong“ für den Gewinner. Daraufhin wurde der Literaturpreis in „Hua Zong“ umbenannt. Diese Bezeichnung transportiert einerseits die Bedeutung „Blumenweg-Literaturpreis“ von Hua (花, huā = Blume), andererseits bedeutet Hua auch Chinesisch (華, Huá – besonders für „Überseechinesen“).
Der Preis hat zur Entwicklung der chinesischen Literatur in Malaysia beigetragen; eine Reihe von malaysischen chinesischen Schriftstellern wie Teil Chiew-Siah und Li Zishu waren schon unter den Preisträgern. Die Auszeichnung wird für verschiedene Kategorien vergeben: unter anderem Fiktion, Prosa und Poesie. Zweijährlich wird der Preis (花蹤世界華文文學獎) auch an chinesische Schriftsteller weltweit verliehen. Preisträger sind unter anderen Wang Anyi, Yan Lianke, Yu Kwang-chung und Pai Hsien-yung.

## Publikationen der Sin Chew Media Group
Die ursprüngliche Zeitschrift Sin Chew Jit Poh aus Singapur ist heute mit der Lianhe Zaobao zusammengeschlossen.
Weitere Publikationen:
- Guang Ming Daily[23]
- Cahaya Sin Chew 學海[24]
- Sinaran Sin Chew 星星
- Bintang Sin Chew 小星星[25]
- Eye Asia 亞洲眼